# 多田弥太郎
多田 弥太郎（ただ やたろう）は幕末出石藩の儒学者、砲術家、尊王攘夷家。大坂・江戸・京都で諸学を学び、藩校弘道館寮長を務めた。長崎で西洋砲術を学び、普及を試みるも、藩の旧勢力と対立し、9年間幽閉された。幽閉中、蝦夷地開拓、新型船建造等を構想し、尊皇攘夷派の公家等と接近した。七卿落ち後、生野の変に参加し、敗走後、藩領境界で出石藩士に刺殺された。

## 生涯

### 諸学の歴渉
文政9年（1826年）3月27日但馬国出石柳町に出石藩士多田助之丞の長男として生まれ、藩校弘道館で桜井石門に儒教を学んだ。
天保14年（1843年）大坂で藤沢東畡に入門し、泊園書院都講となったが、既存の儒教の経説に疑問を持ち、雲雷寺に住んで諸子百家・仏教諸宗を学んだ。弘化元年（1844年）8月江戸昌平坂学問所で古賀侗庵に学び、頼三樹三郎と交流し、烏山藩士小野某に甲州流・越後流軍学を学んだ。弘化2年（1845年）10月京都で伊藤東峰に古義学、弘化3年（1846年）新宮凉庭に蘭方医学を学んだ。
弘化3年（1846年）7月出石に帰郷して弘道館寮長となり、弘化4年（1847年）6月馬廻席に進んだ。後期水戸学に影響を受け、勇（武道）、仁（儒教）、智（仏教・蘭学等）の三徳兼修による国体の体現、特に武道の重視を説いた。儒教の学説を批判的に論じ、仏教を好意的に取り上げたことで、老儒桜井東門に注意を受けた。
嘉永元年（1848年）1月長崎に出て大木藤十郎に高島流砲術を学び、小倉藩で実演しながら帰郷した。嘉永2年（1849年）10月17日城下室の台で木製大砲を実演し、藩内外の注目を集めたが、砲術師範太田彦太夫一門から反発を受け、西洋砲術の普及を妨害された。

### 幽閉と政治構想
安政元年（1854年）藩主仙石久利の江戸滞在中、堀笑山・鯉助夫子が世嗣土岐鋭雄を廃嫡する動きがあり、3月江戸に出て、親類岡藩主中川久昭に堀父子を弾劾したが、堀父子の反駁に遭い、8月帰郷、宗鏡寺町庚申堂崖下に幽閉された。
幽閉中、蝦夷地開拓や軍民両用「輪柱船」建造等を構想し、安政4年（1857年）城崎郡赤木八蔵、京都留守居役鵜飼吉左衛門を通じて水戸藩に国家主導型の蝦夷地経営を建言した。
文久2年（1862年）11月仙石久利が帰郷すると、堀父子は排除され、15日閉門を解除された。12月藩に西本願寺松井中務による蝦夷地開拓事業の引き受け、美含郡・二方郡の領有を進言した。
文久3年（1863年）4月、大阪湾巡検を行う姉小路公知に対し、沿海州を獲得してウラジオストク建設を進めるロシアこそが脅威だとして、蝦夷地・若狭湾防備の優先を訴え、自ら竹野浜に船大工等を集めて輪柱船の建造を試みた。

### 生野の変
文久3年（1863年）8月18日三条西季知の招きで上京する途中七卿落ちがあり、長州三田尻へ合流し、倒幕計画に加わった。9月9日佐賀に下向して鍋島閑叟に援軍を求めたが、返答は得られなかった。10月12日生野の変に節制方として参加したが、13日形勢が悪化すると、総帥沢宣嘉に強く解散を促し、大坂から西国、京都に落ち延びた。
元治元年（1864年）但馬国で藩士に発見され、2月28日駕籠で出石に護送される途中、浅間坂を越えて藩領に入った直後、剣士増田慎三・西川八十之進・西川富太郎に刺殺された。護送の経緯ははっきりせず、所用で因幡国へ向かう途中、城崎温泉の三木屋・片岡平八郎方で妻子と連絡を取っていたところ、三木屋お安、松本屋おタキを通じて藩士に探知されたとも、帰郷の途中、寄宮村豊休楼で密告されたとも、母方実家伊佐村桜井家に滞在中、藩と話し合いが成立し、迎えの駕籠に乗ったところ刺殺され、最期の言葉は「今に分かる」だったとも伝わる。

## 死後

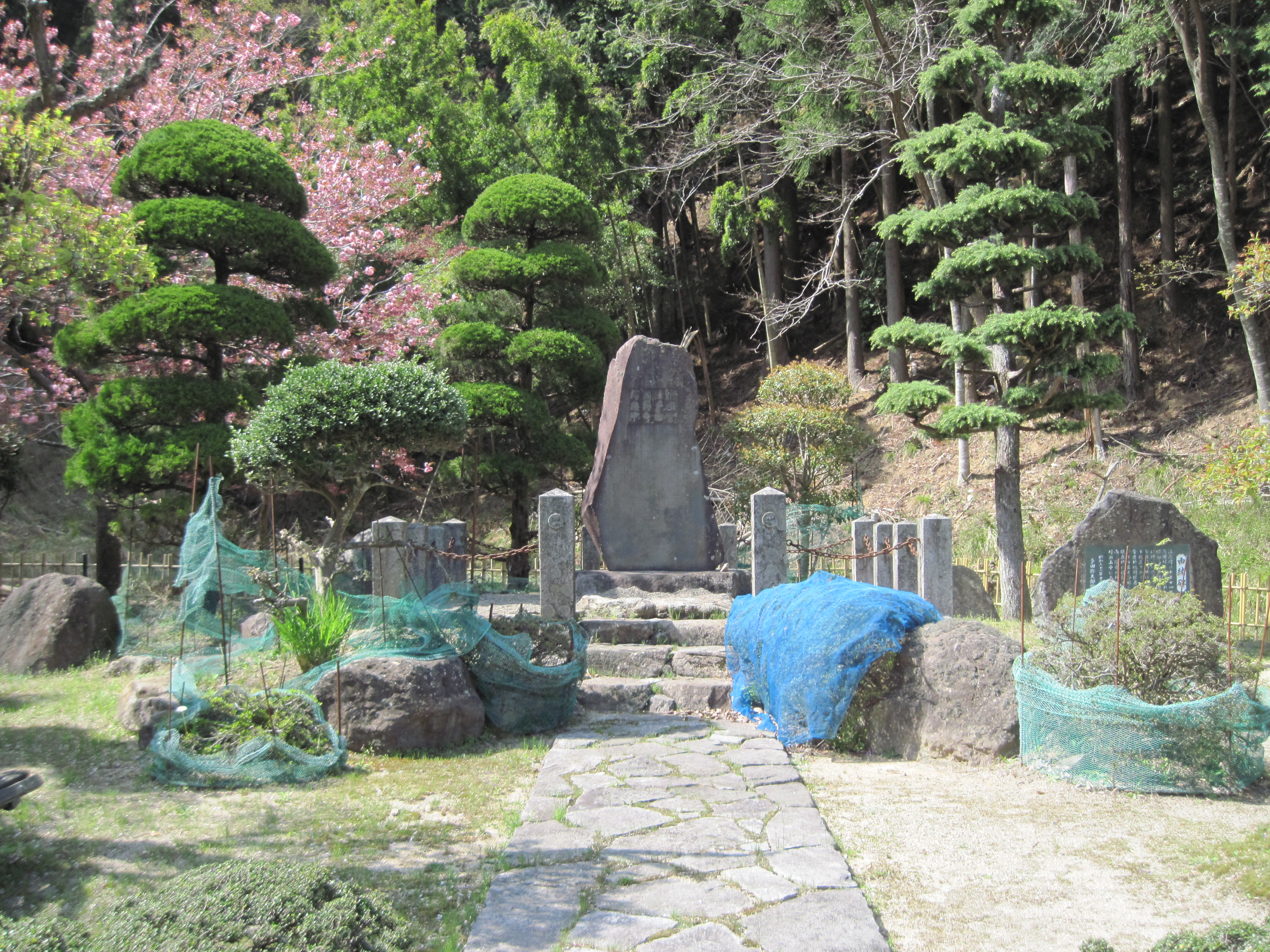
贈従四位多田君隕命遺蹟碑

遺体は1年以上塩漬けにされ、明治維新後遺族に引き渡され、経王寺裏山中腹に葬られた。
明治24年（1891年）9月靖国神社に合祀され、12月従四位を贈位された。
大正14年（1925年）浅間坂に「贈従四位多田君隕命遺蹟碑」が建てられた。昭和38年（1963年）浅間トンネル開通により旧県道は廃道となり、石碑は放置されたが、昭和61年（1986年）11月トンネル左手に移された。

## 著述

### 刊本
- 『海庵遺吟』NDLJP:893425
- 『成仁集』第1編NDLJP:898533
  - 「国体一覧」
- 『成仁集』第2編NDLJP:898534
  - 「海防雑議」
  - 「赤心密奏」
  - 「機密封事」
  - 「報国十議」

### その他
- 「大道一覧」[26]
- 「時務略」[26]
- 「講習内言」[27]
- 「操練略式」[26]
- 「火器図識」[26]
- 「地球小識」[26]
- 「時務閑話」[26]
- 「蝦夷同度考」[26]
- 「馭戎三鑑」[26]
- 「続機密封事」[26]
- 「正学心鑑」[26]
- 「天機黙識鈔」[26]
- 「明鏡照魔録」[26]
- 「淫祠通考」[26]
- 「脩身録」[26]
- 「安民六識」[26]
- 「禁錮始末」[26]
- 「責難諫草」[26]
- 「排雲秘策・機事貴密」[26]
- 「詩文草稿」[26]
- 「火技伝習録」[26]
- 「上水戸老公封事」[26]
- 「闢蝦夷策」[26]
- 「遠遊紀行」[26]
- 「海庵私譜」[26]
- 「三器衍義」[26]
- 「達徳精義」[26]
- 「皇国大典管見鈔」[26]
- 「時務略外書」[26]
- 「万国一覧 附録表」[26]
- 「馭戎明弁」[26]
- 「時務奏議」[26]
- 「天祐録」[26]
- 「画灰雑著」[26]
- 「火器略図」[26]
- 「観劇小史」[26]
- 「人種移植考」[8]
- 「遠望十策」[8]
- 「摂海防禦意見書」[8]

著書の多くは生野の変後に焼却され、また明治9年（1876年）3月の出石大火で焼失した。

## 家族
- 父：多田助之丞（助之允[28]）義徳 - 弘道館締役[29]。
- 母 - 伊佐村桜井斎娘。桜井東門養女として嫁いだ[24]。実家は養父市八鹿町伊佐に現存[30]。
- 妻：富永[31]安子[1]
- 長男：多田信[31] - 明治29年（1896年）8月宮崎県西諸県郡長[32]、明治38年（1905年）頃南那珂郡長[33]。
- 次男：長谷川久二郎[31]